# Диас, Эусебио
Эусебио Диас (исп. Eusebio Díaz; 21 июня 1898 или 1901, Парагвай — 1959) — парагвайский футболист, полузащитник. Участник чемпионата мира 1930 года, серебряный призёр чемпионата Южной Америки 1929 года, трёхкратный бронзовый призёр чемпионата Южной Америки 1923, 1924 и 1925 годов.

## Биография
Эусебио Диас родился 21 июня 1898 года.
Играл в футбол на позиции полузащитника. В 1923—1930 годах выступал в чемпионате Парагвая за «Гуарани» из Асунсьона.
В 1923—1930 годах провёл 17 матчей за сборную Парагвая, мячей не забивал. Дебютным стал поединок Кубка Шевалье Бутеля 20 мая 1923 года в Буэнос-Айресе против сборной Аргентины (2:1). 
В 1923 году завоевал бронзовую медаль чемпионата Южной Америки в Монтевидео. Провёл 3 матча.
В 1924 году завоевал бронзовую медаль чемпионата Южной Америки в Монтевидео. Провёл 1 матч.
В 1925 году завоевал бронзовую медаль чемпионата Южной Америки в Буэнос-Айресе. Провёл 1 матч.
В 1929 году завоевал серебряную медаль чемпионата Южной Америки в Буэнос-Айресе. Провёл все 3 матча.
В 1930 году участвовал в первом в истории чемпионате мира в Уругвае, где парагвайцы не смогли выйти из группы. Полностью отыграл оба матча со сборными США (0:3) и Бельгии (1:0).
Умер в 1959 году.

## Достижения

### Командные
Сборная Парагвая
- Серебряный призёр чемпионата Южной Америки (1): 1929.
- Бронзовый призёр чемпионата Южной Америки (3): 1923, 1924, 1925.